# 13088 Filipportera
13088 Filipportera este un asteroid din centura principală de asteroizi.

## Descriere
13088 Filipportera este un asteroid din centura principală de asteroizi. A fost descoperit pe 8 august 1992 la Caussols de Eric Walter Elst. Asteroidul prezintă o orbită caracterizată de o semiaxă mare de 3,15 ua, o excentricitate de 0,11 și o înclinație de 8,0° în raport cu ecliptica.